# Alburnoides bipunctatus
Alburnoides bipunctatus és una espècie de peix cipriniforme de la família dels ciprínids que es troba a Euràsia.
Els mascles poden assolir els 16 cm de longitud total.